# Chignin
Chignin este o comună în departamentul Savoie din sud-estul Franței. În 2009 avea o populație de 808 de locuitori.

## Evoluția populației
| An        | 1975 | 1982 | 1990 | 1999 | 2006 | 2009 |
| --------- | ---- | ---- | ---- | ---- | ---- | ---- |
| Populație | 601  | 668  | 735  | 758  | 789  | 808  |